# Jüdischer Friedhof (Waldgrehweiler)
Der Jüdische Friedhof Waldgrehweiler ist ein Friedhof in Waldgrehweiler, einer Ortsgemeinde im Donnersbergkreis in Rheinland-Pfalz.
Die jüdischen Toten wurden zunächst auf dem jüdischen Friedhof in Teschenmoschel beigesetzt. Seit etwa 1830 bestand ein eigener Friedhof in Waldgrehweiler am Waldrand in der Nähe des Feldweges (Verlängerung der Hohlstraße) in Richtung Bisterschied. Hier befinden sich auf einer Fläche von 3,5 Ar 13 Grabstelen aus Sandstein, meist in historisierenden Formen. Die hebräischen Inschriften sind größtenteils  verwittert. Einige Steine stehen schief, sind teilweise zerbrochen, umgekippt oder notdürftig wieder aufgestellt.
Das jüngste, komplett lesbare, Grabmal ist von Abraham Strauß, geboren im September 1828, gestorben im Januar 1889. Weiterhin gut erkennbar ist der Stein für Simon Strauß, geboren im Januar 1811, gestorben am 17. Januar 1867. Ein anderer lässt noch den Familiennamen Weil, das Geburtsdatum 7. März 1873 und Sterbedatum 7. Dezember 1932 erkennen.